# Hermann Johannes Pfannenstiel
Hermann Johannes Pfannenstiel (Berlino, 28 giugno 1862 – Kiel, 3 luglio 1909) è stato un ginecologo tedesco.
Specializzato nel campo della ginecologia, ha descritto una forma di ittero detta malattia di Pfannenstiel, che si può presentare nei primi giorni di nascita.

## Biografia
Nel 1885 ha conseguito il dottorato a Berlino e in seguito ha lavorato come assistente all'ospedale di Poznań. In seguito si trasferì a Breslavia, dove nel 1896 è diventato professore associato. Nel 1902 è stato nominato presidente del dipartimento di Ostetricia e Ginecologia presso l'Università di Gießen, e cinque anni più tardi, ha raggiunto una posizione simile presso l'Università di Kiel.
Dal 1891 è stato segretario della Società Tedesca di ginecologia (Deutsche Gesellschaft für Gynäkologie). A partire dal 1896, è stato co-editore di Archiv für Gynäkologie.
Tra le sue pubblicazioni più note erano le opere di patologia ovarica, tumori uterini e la formazione di carcinomi a causa di ovariectomia. Nel 1908 è stato il primo medico a fornire una descrizione completa della eritroblastosi fetale.
Pfannenstiel è ricordato soprattutto per l'omonimo "incisione di Pfannenstiel", un'incisione trasversale utilizzata in chirurgia genito-urinario che è ancora ampiamente usato oggi. Ha pubblicato il suo documento nel 1900, quando ha descritto 51 casi. Il suo intento era quello di ridurre il rischio di ernia.
Il 3 luglio 1909 all'età di 47 anni, Pfannenstiel è morto per setticemia, per essersi gravemente ferito a un dito durante l'intervento chirurgico per un ascesso tubo-ovarico. Era il padre di Wilhelm Pfannenstiel. Pfannenstiel era sposato con la moglie Elisabeth Behlendorff nel 1889.